# Muhtar Muhtarov
Muhtar Badyrhanuly Muhtarov (in kazako Мұхтар Бадырханұлы Мұхтаров?; 6 gennaio 1986) è un ex calciatore kazako, di ruolo difensore.